# Línia Tōzai (Tòquio)
La Tōzai Line (東西線, Tōzai-sen) és una línia de metro propietat i operada per l'empresa japonesa Tokyo Metro que circula per Tòquio i la Prefectura de Chiba, Japó. El seu nom significa literalment la línia d'est a oest. La línia té les seves estacions final a Nakano i Nishi-Funabashi, a Chiba. La Tōzai Line es va anomenar Línia 5 durant l'època en què s'estudiava fer la línia, d'aquí el seu nom oficial (poc usat) Line 5 Tōzai Line (5号線東西線, Go-gō-sen Tōzai-sen).

## Introducció
La Tōzai Line és l'única línia de Tòquio que té almenys una connexió directa amb altres línies de metro.
Els trens de la línia poden anar per la East Japan Railway Company (JR East) Chūō-Sōbu Line fins a Mitaka i la Tōyō Rapid Railway Line fins a Tōyō-Katsutadai.
Segons un estudi de la Tokyo Metropolitan Bureau of Transportation (juny 2009), la línia és la més col·lapsada de la xarxa, arribant al 199% de capacitat entre les estacions de Kiba i Monzen-Nakachō.
El 20 de novembre del 2006 es van introduir a la línia vagons exclusius per a dones, durant les hores punta.
Als mapes, diagrames i senyals, la Tōzai Line es caracteritza per ser de color "blau cel" (▉), i les estacions són combinades amb números i la lletra T.

## Serveis
La Tōzai Line va ser la primera línia del Metro de Tòquio en oferir serveis d'exprés: tres tipus de trens ràpids se salten estacions a l'est de l'estació de Tōyōchō. La Fukutoshin Line, que començà servei el 14 de juny del 2008 també té serveis exprés.

## Història
La línia va ser planejada per un comitè del Ministeri de Transports el 1962, i l'anomenaren Line 5 (Línia 5). La línia va ser pensada per alleujar el dens tràfic de trens de la Sōbu Main Line, així com per a proporcionar a la ciutat una línia ràpida que creués el centre de Tòquio.
Malgrat que aquest corredor ja està cobert per la Shinjuku Line i la JR (Japan Railways) Keiyō Line, la línia Tōzai encara opera amb capacitats superiors a les que pot suportar, a causa de la seva gran accessibilitat a altres línies, i també perquè presta servei a una zona (l'est de Tòquio) en la qual s'estan desenvolupant projectes de grups d'habitatges.
La secció entre les estacions de Takadanobaba i Kudanshita va obrir el 1964, i la resta va obrir en fases fins que es va completar el 1969. El servei que s'amplia a les línies de la Japan National Railways va començar també el 1969, connectant la Chūō i Sōbu lines.
La Tōyō Rapid Railway Line, va obrir el 1996, com una extensió més enllà de la línia.

### Cronologia

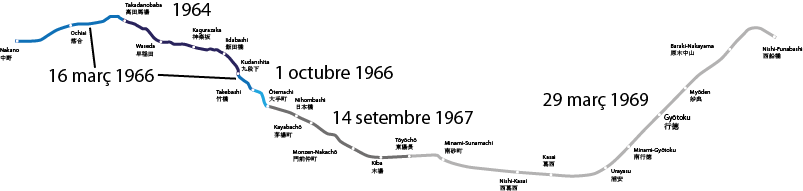
Les fases d'obertura de la línia

- 16 març 1966: S'amplia la línia pels dos extrems: Nakano i Takebashi.
- 28 abril 1966: Ampliació del servei a través de la Chūō Line.
- 1 octubre 1966: La secció entre Takebashi i Ōtemachi obre.
- 14 setembre 1967: La secció entre Ōtemachi i Tōyōchō obre.
- 29 març 1969: La secció entre Tōyōchō i Nishi-Funabashi obre i comença el servei exprés entre aquestes estacions.
- 8 abril 1969: El servei a la Chūō Line s'amplia fins a Mitaka, i a través de la Sōbu line fins a Tsudanuma.
- 8 abril 1972: Es cancel·la el servei de la Sōbu line exceptuant les hores punta.
- 1 octubre 1979: L'estació de Nishi-Kasai obre.
- 27 març 1981: Obre l'estació de Minami-Gyōtoku.
- 1986: Un nou servei ràpid de rodalia circula sense parar entre Urayasu i Nishi-Funabashi.
- 1 abril 1987: Es privatitza Japan National Railways, les línies Chūō i Sōbu es converteixen en propietat de JR East.
- 1996: Termina el servei exprés entre Tōyōchō i Nishi-Funabashi.
- 27 abril 1997: Obre la Tōyō Rapid Line entre Nishi-Funabashi i Tōyō-Katsutadai. La Tōzai comença a prestar servei a aquesta línia també.
- 22 gener 2000: Obre l'estació de Myōden.
- 20 novembre 2006: S'introdueixen els vagons exclusius per dones en hora punta.

## Estacions

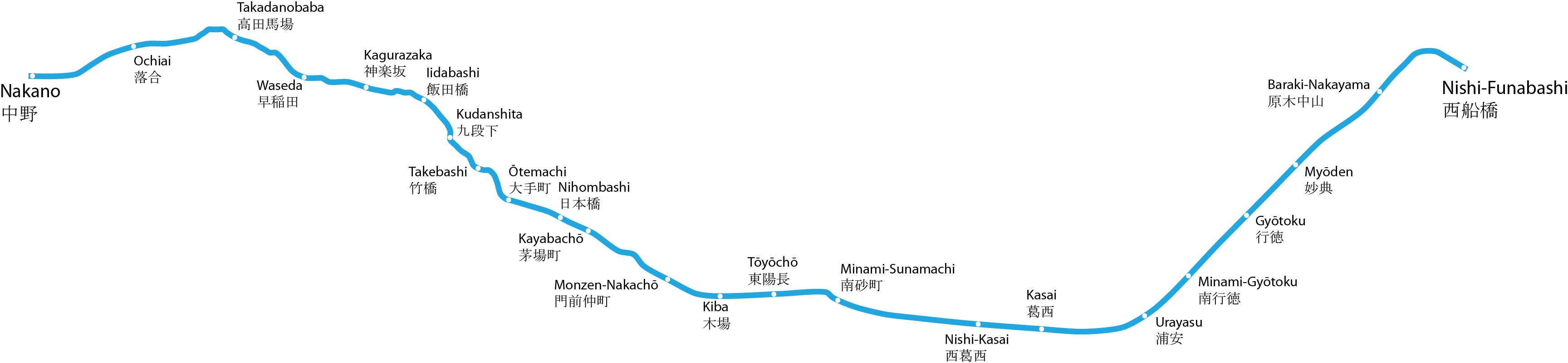
Mapa geogràfic aproximat de la Tōzai Line

- Trens locals paren a totes les estacions. Trens ràpids paren a les estacions marcades amb "●" i se salten les marcades amb "｜". Només els trens que van cap a l'oest se salten estacions amb "↑" durant dies laborables.

| Estació Número   | Imatge           | Estació          | Japonès  | Distància (km)  | Distància (km) | Rodalia Ràpida | Rapid/ Tōyō Rapid | Enllaç | Situació  | Situació |
| Estació Número   | Imatge           | Estació          | Japonès  | Entre estacions | Total          | Rodalia Ràpida | Rapid/ Tōyō Rapid | Enllaç | Situació  | Situació |
| ---------------- | ---------------- | ---------------- | -------- | --------------- | -------------- | -------------- | ----------------- | --- | --------- | -------- |
| Nakano           | Nakano           | Nakano           | 中野     | -               | 0.0            | ●              | ●                 | Chūō-Sōbu Line (servei fins a Mitaka), Chūō Line (Rapid) | Nakano    | Tòquio   |
| Ochiai           | Ochiai           | Ochiai           | 落合     | 2.0             | 2.0            | ●              | ●                 | | Shinjuku  | Tòquio   |
| Takadanobaba     | Takadanobaba     | Takadanobaba     | 高田馬場 | 1.9             | 3.9            | ●              | ●                 | Yamanote Line Seibu Shinjuku Line | Shinjuku  | Tòquio   |
| Waseda           | Waseda           | Waseda           | 早稲田   | 1.7             | 5.6            | ●              | ●                 | Toden Arakawa Line (Waseda) | Shinjuku  | Tòquio   |
| Kagurazaka       | Kagurazaka       | Kagurazaka       | 神楽坂   | 1.2             | 6.8            | ●              | ●                 | | Shinjuku  | Tòquio   |
| Iidabashi        | Iidabashi        | Iidabashi        | 飯田橋   | 1.2             | 8.0            | ●              | ●                 | Tokyo Metro Namboku Line (N-10), Tokyo Metro Yūrakuchō Line (Y-13) Toei Ōedo Line (E-06) Chūō-Sōbu Line                                                                                  | Chiyoda   | Tòquio   |
| Kudanshita       | Kudanshita       | Kudanshita       | 九段下   | 0.7             | 8.7            | ●              | ●                 | Tokyo Metro Hanzōmon Line (Z-06) Toei Shinjuku Line (S-05) | Chiyoda   | Tòquio   |
| Takebashi        | Takebashi        | Takebashi        | 竹橋     | 1.0             | 9.7            | ●              | ●                 | | Chiyoda   | Tòquio   |
| Ōtemachi         | Ōtemachi         | Ōtemachi         | 大手町   | 1.0             | 10.7           | ●              | ●                 | Tokyo Metro Marunouchi Line (M-18), Tokyo Metro Chiyoda Line (C-11), Tokyo Metro Hanzōmon Line (Z-08) Toei Mita Line (I-09),                                                             | Chiyoda   | Tòquio   |
| Nihombashi       | Nihombashi       | Nihombashi       | 日本橋   | 0.8             | 11.5           | ●              | ●                 | Tokyo Metro Ginza Line (G-11) Toei Asakusa Line (A-13) | Chūō      | Tòquio   |
| Kayabachō        | Kayabachō        | Kayabachō        | 茅場町   | 0.5             | 12.0           | ●              | ●                 | Tokyo Metro Hibiya Line (H-12) | Chūō      | Tòquio   |
| Monzen-Nakachō   | Monzen-Nakachō   | Monzen-Nakachō   | 門前仲町 | 1.8             | 13.8           | ●              | ●                 | Toei Ōedo Line (E-15) | Kōtō      | Tòquio   |
| Kiba             | Kiba             | Kiba             | 木場     | 1.1             | 14.9           | ●              | ●                 | | Kōtō      | Tòquio   |
| Tōyōchō          | Tōyōchō          | Tōyōchō          | 東陽町   | 0.9             | 15.8           | ●              | ●                 | | Kōtō      | Tòquio   |
| Minami-Sunamachi | Minami-Sunamachi | Minami-Sunamachi | 南砂町   | 1.2             | 17.0           | ●              | ｜                | | Kōtō      | Tòquio   |
| Nishi-Kasai      | Nishi-Kasai      | Nishi-Kasai      | 西葛西   | 2.7             | 19.7           | ●              | ｜                | | Edogawa   | Tòquio   |
| Kasai            | Kasai            | Kasai            | 葛西     | 1.2             | 20.9           | ●              | ｜                | | Edogawa   | Tòquio   |
| Urayasu          | Urayasu          | Urayasu          | 浦安     | 1.9             | 22.8           | ●              | ●                 | | Urayasu   | Chiba    |
| Minami-Gyōtoku   | Minami-Gyōtoku   | Minami-Gyōtoku   | 南行徳   | 1.2             | 24.0           | ↑              | ｜                | | Ichikawa  | Chiba    |
| Gyōtoku          | Gyōtoku          | Gyōtoku          | 行徳     | 1.5             | 25.5           | ↑              | ｜                | | Ichikawa  | Chiba    |
| Myōden           | Myōden           | Myōden           | 妙典     | 1.3             | 26.8           | ↑              | ｜                | | Ichikawa  | Chiba    |
| Baraki-Nakayama  | Baraki-Nakayama  | Baraki-Nakayama  | 原木中山 | 2.1             | 28.9           | ↑              | ｜                | | Funabashi | Chiba    |
| Nishi-Funabashi  | Nishi-Funabashi  | Nishi-Funabashi  | 西船橋   | 1.9             | 30.8           | ●              | ●                 | Tōyō Rapid Railway Line (servei fins a Tōyō-Katsutadai) Chūō-Sōbu Line (algun servei als matins/tardes fins a Tsudanuma), Musashino Line, Keiyō Line Keisei Main Line (Keisei-Nishifuna) | Funabashi | Chiba    |

1. ↑  L'estació està compartida entre Tokyo Metro i JR East; JR East s'encarrega de l'estació.
2. ↑  Se solen posar separades una de l'altra, i no s'anuncien com a correspondència.
3. ↑  Nishi-Funabashi està compartida per Tokyo Metro, Tōyō Rapid Railway, i JR East; JR East s'encarrega de l'estació.

## Material rodant

### Actual
Les trens de la línia Tōzai són de 10 vagons cadascun, mesurant aquests 20 m cada vagó, amb 4 portes als laterals i seient longitudinals.
- Tokyo Metro
  - 15000 series (des de 2010)
  - 05/05N series
  - 07 series (des de 2006) (portats des de la Yūrakuchō Line)
- Tōyō Rapid Railway
  - 2000 series
- East Japan Railway Company (JR East)
  - E231-800 series

### Obsolet
- Tokyo Metro
  - 5000 series (fins a març 2007)
  - 8000 series x 19 (1987 a 1989, temporal, eren per la Hanzōmon Line)
- JR East
  - 301 series
  - 103-1200 series
- Tōyō Rapid
  - 1000 series (fins a 2006)

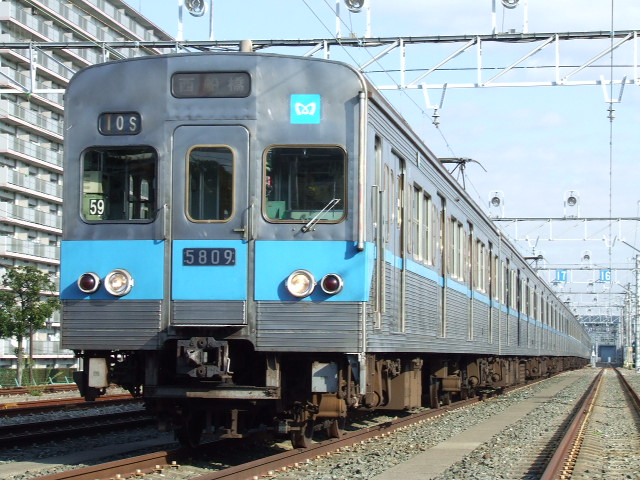
5000 series d'acer inoxidable
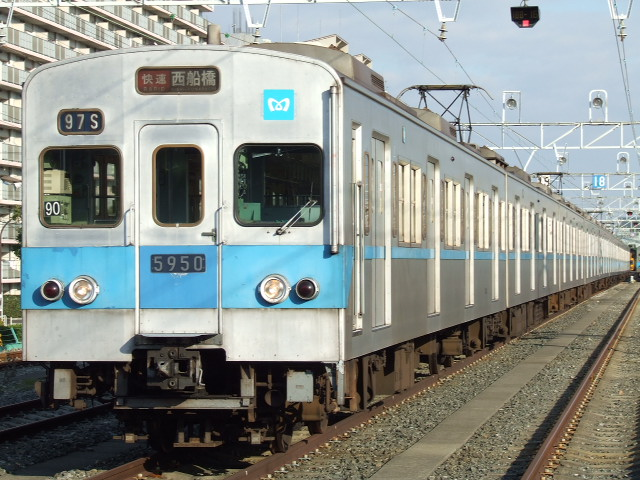
5000 series d'alumini
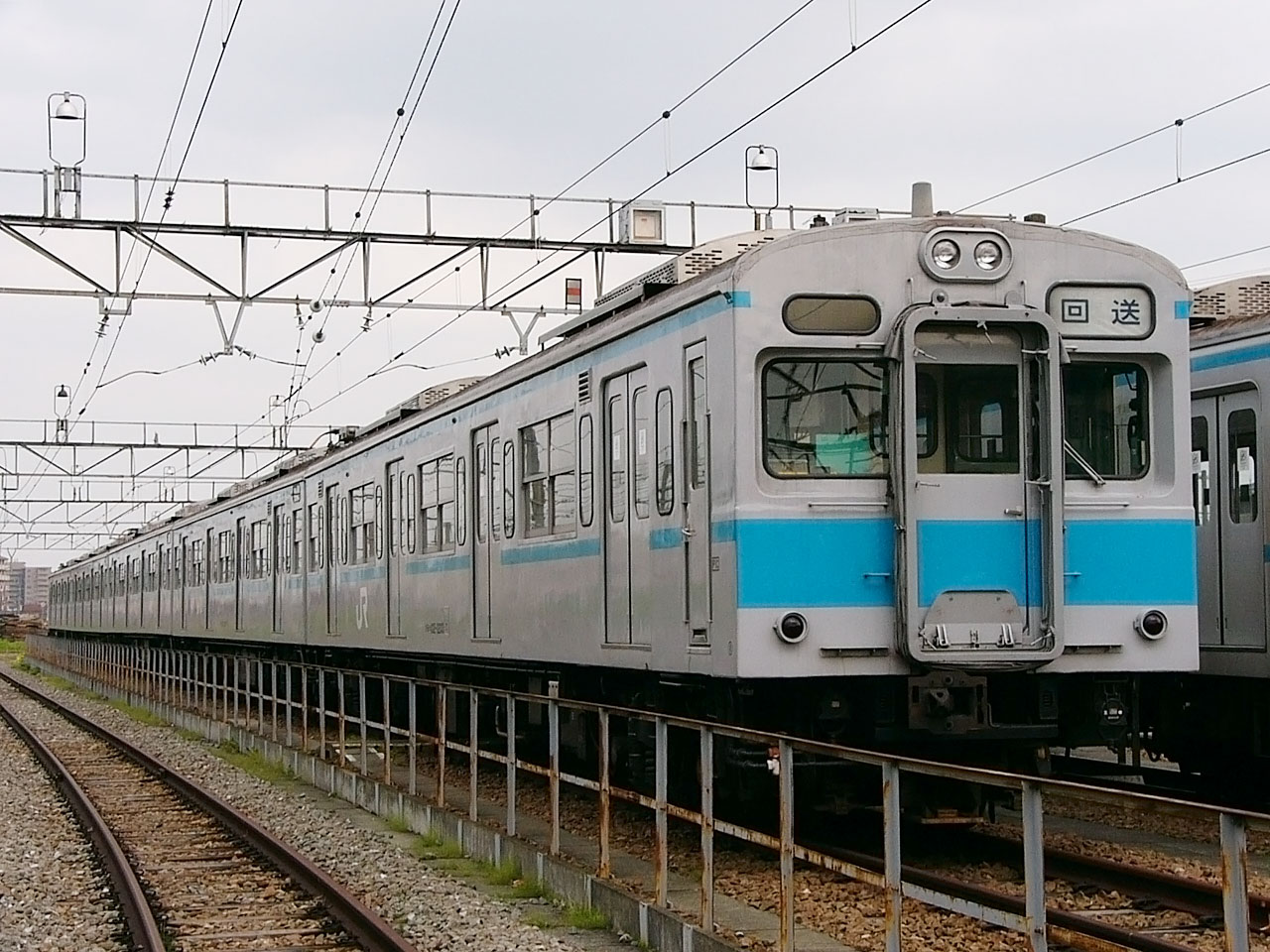
JR East 103-1200 series
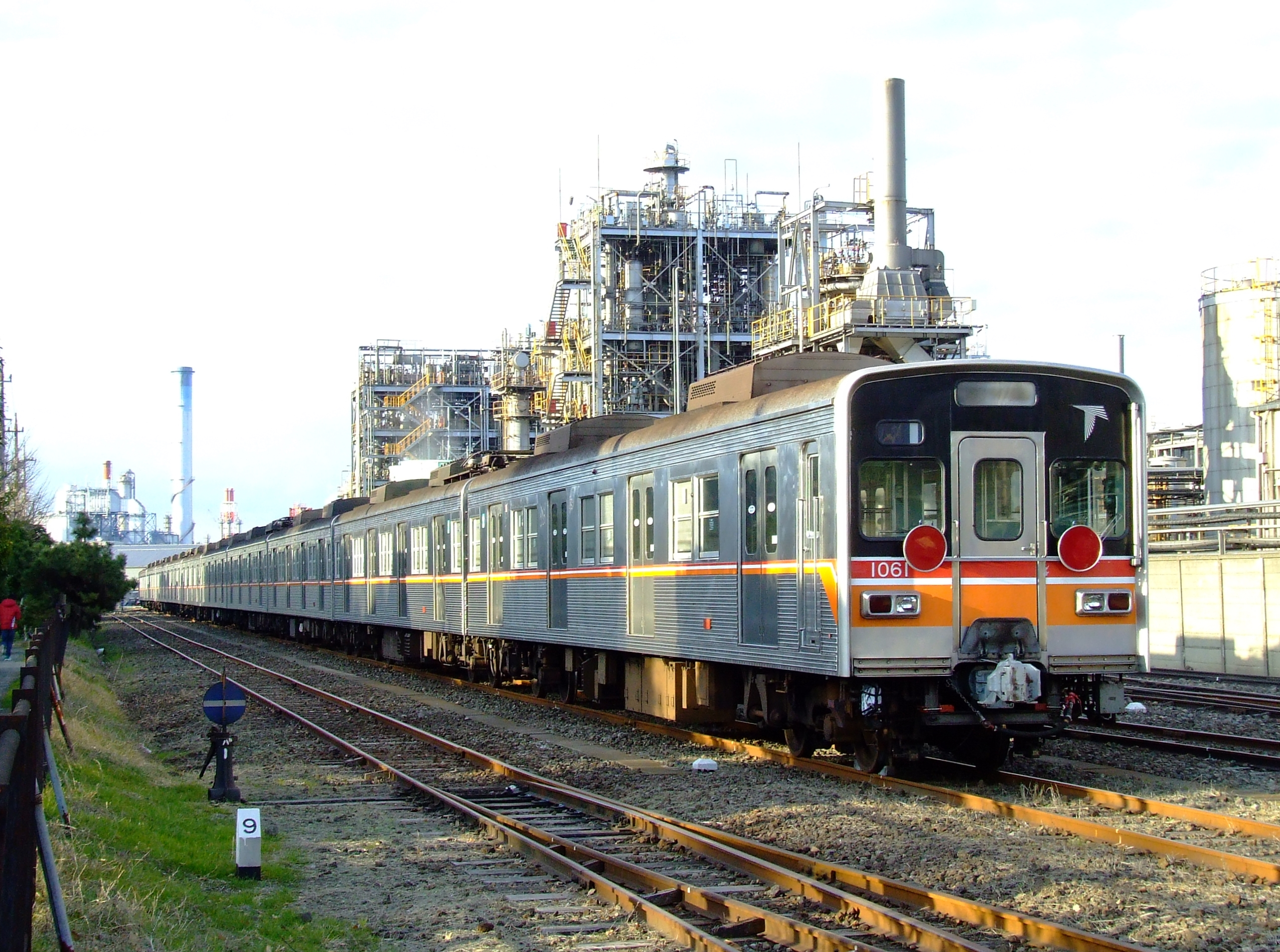
Tōyō Rapid 1000 series

## Cotxeres

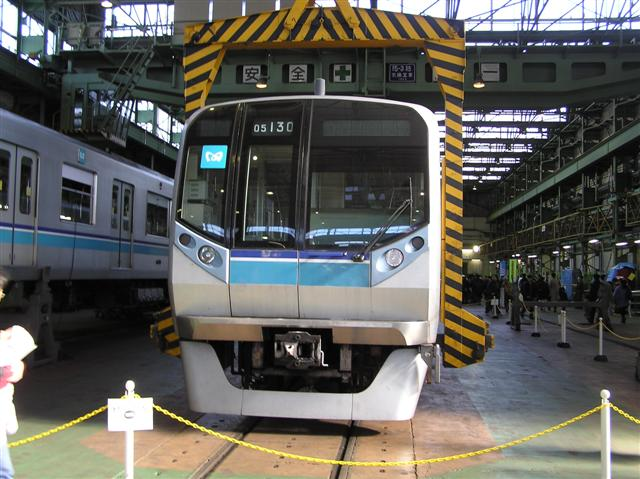
05 series als Tallers de Fukagawa

- Cotxeres de Fukagawa (深川検車区)
- Cotxeres de Gyōtoku (深川検車区行徳分室)
- Tallers de Fukagawa (深川工場)